# Ioan Dumitrache (inginer)
Ioan Dumitrache (n. 26 august 1940, Dârmănești, Argeș, România) este un inginer energetician român, membru titular (din 2017) al Academiei Române și membru titular al Academiei de Științe Tehnice din România. În prezent (noiembrie 2009) este profesor emerit în cadrul Facultății de Automatică și Calculatoare, Universitatea Politehnica din București și a fost ales secretar general al Academiei Române (28 iunie 2018). Ioan Dumitrache a urmat cursurile Liceului „Nicolae Bălcescu” din Pitești (1954-1957), urmând mai apoi cursurile universitare la Universitatea Politehnica din București (Institutul Politehnic București), Facultatea de Energetică în anul 1962 și a obținut titlul de Doctor Inginer în Automatică în anul 1970. Și-a completat studiile prin programe de specializare efectuate în S.U.A. (1969 - cursuri de vară  la Institutul Politehnic din Worchester SUA, durată: 3 luni, calificativul la absolvire A, 1971, 1991,1994), Germania și Franța. La absolvirea facultății de Energetică a fost recomandat pentru a ocupa o poziție de cadru didactic în cadrul catedrei de Automatică, înființată în acel an. A parcurs toate treptele academice, ocupând, prin concurs, pozițiile de Șef de Lucrări (1967), Conferențiar (1974) și Profesor Universitar (1982).  A ocupat mai multe poziții de conducere în cadrul universității, printre care: Prodecan al Facultății de Automatică și Calculatoare (1976 - 1984), Decan (1984-1990) al Facultății de Automatică și Calculatoare, Șef de catedră al catedrei Automatică și Ingineria Sistemelor (1996-2012) și Rector al Universității Politehnica București (2000-2004). A fost decorat în 2016 cu Ordinul Național Serviciul Credincios în grad de Mare Cruce, iar în 2003 a fost ales membru corespondent al Academiei Române, în 2017 devenind membru titular.

## Titluri științifice și premii
- Laureat al Premiului Academiei „Traian Vuia” - 1970
- Fullbright Fellow - 1971
- Laureat al Premiului Academiei Traian Vuia  - 1973
- Conducător de doctorat în specialitatea „Sisteme Automate” - 1987-prezent
- Profesor onorific al Universității Tehnice din Timișoara - 1998
- Diplome de onoare pentru activitate deosebită în domeniul Automaticii acordată de IPA - 1987, IITPIC - 1988, IEPAM - Bârlad – 1989)
- Doctor Honoris Causa al Universității Politehnica din Timișoara - 2000
- Doctor Honoris Causa al Universității din Pitești - 2001
- Premiul Grigore Mosil și medalia „Omul Anului”– from the Association of Economic Informatics – INFOREC - 2001
- Doctor Honoris Causa al Universității din Craiova - 2001
- Ordinul Serviciul Credincios în grad de Comandor - 2000
- Ordinul Serviciul Credincios în grad de Mare Ofițer - 2008
- Ordinul Național Serviciul Credincios în grad de Mare Cruce, „în semn de înaltă recunoaștere și apreciere pentru întreaga [...] carieră academică, reprezentând excelența științifică și culturală românească, pentru promovarea imaginii țării noastre în mediile științifice internaționale”[3] - 2016

## Poziții ocupate în prezent
- Președinte al Consiliul Național al Cercetării Științifice din Învățământul Superior
- Șeful Catedrei de Automatică și Ingineria Sistemelor (1996-2012)
- Membru al Senatului UPB (1984 – până în prezent)
- Director al Centrului pentru Pregătirea Resurselor Umane  (1994 –până în prezent)
- Vicepreședinte al Colegiului Consultativ al Ministerului Cercetării și Tehnologiei (respectiv al Agenției Naționale pentru Știință, Tehnologie și Inovare)

## Poziții administrative anterioare
- Rector al Universității Politehnica din București (2000-2004)
- Decan al Facultății Automatică și Calculatoare UPB (1984-1990)
- Prodecan al Facultății Automatică și Calculatoare UPB (1976 – 1984)

## Activitate științifică
- Autor a peste 250 de lucrări, publicate în jurnale tehnice și volume ale unor conferințe importante (Automatica IFAC Journal, Mathematics and Computers Journal, Studies in Informatics and Control, Automation Journal, volumes of IFAC World Congresses, IEEE Conferences, European Conference of Control, etc.)
- Editor a 14 volume – trei din ele fiind publicate în străinătate (Intelligent Manufacturing Systems 1995, Supplementary Ways for Improving International Stability 1998, Large Scale Systems: Theory and Applications 2001)
- Autor sau co-autor a peste 20 de cărți (suporturi de curs, monografii): Automatic Control Techniques, Control Electronică, Neural Networks, Algoritmuri genetice, Roboți inteligenți, Ingineria reglării automate, Automatizări electronice, Reglarea numerică a proceselor, Optimizări în automatizări industriale, Intelligent Control of Industrial Robots, Introduction in Genetic Algorithms, Rețele neuronale în identificarea și conducerea proceselor etc.
- Membru a peste 30 de conferințe ale Comitetelor de Programe Internaționale aparținând IFAC, IEFE, EE
- Președinte și copreședinte a peste 20 sesiuni științifice la conferințe internaționale organizate în Belgia, Italia, Grecia, Spania, Franța, China, Anglia, Bulgaria, Ungaria, Germania, Portugalia etc.
- Președinte la Conferința Internațională CSCS, organizată de IFAC NMO România

## Activitate didactică
- Profesor universitar la UPB (1982 – prezent)
- Profesor vizitator la Oklahoma State University în 1971 (șase luni), 1991 (o lună), 1995 (o lună)
- Profesor vizitator la TU – Vienna, TUH Darmstadt, Magdeburg, Iowa University, Hannover Technical University, Valencia University, etc.
- Predarea unui curs cu titlul “Controlul inteligent al roboților industriali” TU Vienna (o lună pe an între 1994-2000)
- Peste 15 conferințe prezentate la Universități din Grecia, Italia, Spania, Germania, SUA, Franța, Belgia.
- Crearea și dezvoltarea de laboratoare de Control Electronic inteligent, Inginerie Automatică, Control Electronic, Ingineria Reglării Automate
- Dezvoltarea și coordonarea de cursuri noi: Algoritmi Avansați de Control, Sisteme inteligente de Control, Controlul inteligent al roboților industriali, Inginerie concurențială.
- Coordonator științific a peste 35 teze de doctorat, 24 de studenți obținând titlul de doctor

## Instituții guvernamentale
- Membru în Comitetul Consultativ al Ministerului de Cercetare și Tehnologie (1991-prezent)
- Membru în Consiliul Guvernator al Fundației Europene de Știință (2003-prezent)
- Membru în Consiliul Guvernator al JRC-Comisia Europeană

## Coordonator de programe naționale de cercetare
- Coordonator de proiect în cadrul programului național de asimilare a sistemelor fluidice (1963-1964)
- Director al programului de cercetare și proiectare a sistemelor distribuite de conducere (1979-1986)
- Coordonator al programului de cercetare și realizare a regulatoarelor numerice cu microprocesoare inclusiv al sistemelor de conducere tolerante la defecte (1987-1989)
- Coordonator al programului național de cercetare și realizare a regulatoarelor electronice pentru controlul turației motoarelor Diesel (1989-1993)
- Cercetător principal și coordonator al proiectului de elaborare a programelor pentru simulare și proiectare asistată a sistemelor de reglare automată (1972-1985)
- Coordonatorul programului de cercetare privind conducerea cu calculator a proceselor biotehnologice (1975-1980)
- Coordonatorul programului de cercetare în domeniul modelării și automatizării generatoarelor sincrone (1988-1990)
- Coordonatorul programului de cercetare privind structurile modularizate cu procesoare de 32 biți pentru conducerea proceselor industriale (1991-1995)
- Coordonatorul programului de cercetare în domeniul Conducerii Inteligente și al Bioingineriei (1991-prezent)
- Coordonatorul programului de cercetare privind Conducerea Inteligentă a Bioproceselor (1992-1995)
- Directorul programului de cercetare în domeniul sistemelor autonome și hibride (1994-1997)

## Membru în organizații profesionale
- IFAC - Federația Internațională de Automatică
- ESBB - Societatea Europeană de Biotehnologie și Bioinginerie; membru al grupului de control
- SRAIT – Societatea Română de Automatică și Informatică Tehnică
- SRIC - Societatea Română de Inginerie Concurentă
- IEEE – Societatea Internațională de Inginerie Electronică și Electrotehnică

## Membru în consilii editoriale
- Studii de informatică și automatică, publicat de Institutul Național pentru Informatică și Societatea Română de Automatică și Informatică Tehnică.
- Virtual Instrumentation, publicat de TEXAS INSTRUMENIS Universitatea Tehnică din Cluj
- Jurnalul de informație științifică și tehnică, Academia Română
- Editor șef al lucrării cu tema Control Engineering and Applied Informatics Review
- Buletin Științific, Universitatea Politehnica din București

## Lucrări publicate
- Ioan Dumitrache, Ingineria reglării automate